# 气体分压
气体分压（英語：partial pressure）指的是当气体混合物中的某一种组分在相同的温度下占据气体混合物相同的体积时，该组分所形成的压强。氣體總壓則是气体混合物整體產生的壓力。
比如將一瓶空气中的氮气、二氧化碳和稀有气体等除去，恢复到相同的温度後，剩余的氧气仍会逐渐占满整个集气瓶，但剩下的氧气单独造成的压力会比原来的低，此时的压力值就是原空气中氧气的分压值。气体的分压与其在液体中的溶解度，气体反应的平衡常数等都有着密切的关系。

## 理想气体混合物
理想气体的混合物中，各气体组分的分子间没有相互作用力，互不干扰，可视为每个组分各自对容器壁造成各自的压强，其总压等于各组分的分压和。这就是道尔顿分压定律 
{\displaystyle p=p_{1}+p_{2}+p_{3}+\cdots =\sum _{i}p_{i}}
此处的{\displaystyle p} 指理想气体混合物的总压 ，而{\displaystyle p_{1}}、{\displaystyle p_{2}}等指的是各组分的分压。
将理想气体状态方程{\displaystyle {p}{V}={n}{R}{T}}代入可得：
{\displaystyle {p_{i}}/{p}={\frac {{n_{i}}{R}{T}/{V}}{{n}{R}{T}/{V}}}=n_{i}/n=x_{i}}
其中的{\displaystyle n_{i}}为组分i的物质的量或称摩尔数。可见理想气体混合物中某一气体组分i的分压和总压的比值等于该组分的摩尔分数，这是个很常用的关系。

## 气体的溶解与分压
在气-液体系比如氧气和水中，氧气可微量溶解于水中，溶解后的氧气同时也逸出；而水也同时有逸出为水蒸气和水蒸气液化回到水的过程。这些过程达到动态平衡后，液相为氧气与和水形成的溶液，而气相为氧气和水蒸气的混合物。对于这种体系，气体在液体中的溶解度与气体的平衡分压成正比，系数和气体-溶剂的种类、温度有关，即亨利定律：
{\displaystyle p_{i}=k_{x}x_{i}}
其中{\displaystyle p_{i}}为气体的平衡分压，{\displaystyle k_{x}} 被称为以摩尔分数表达的亨利常数。
若增加气体的分压，则可增加气体在液体中的溶解度。若气体溶质并非一种，而是理想气体混合物，那么在总压力不太大的时候，亨利定律可近似用于每一种气体。但亨利定律只适用于微溶于溶剂的气体，或稀薄溶液的情况。若气体在液体中溶解度较大，溶解后明显影响液相组成，而气体的平衡分压和溶剂的蒸气压又相互影响时，亨利定律会产生偏差。可用杜亥姆-马居尔公式（Duhem-Margules Equation）分析两组分的分压之间的关系：
{\displaystyle \left({\frac {d\ln \,P_{A}}{d\ln \,x_{A}}}\right)_{T,P}=\left({\frac {d\ln \,P_{B}}{d\ln \,x_{B}}}\right)_{T,P}}
此处 PA、PB指的是A和B两气体组分的分压， xA、xB 是A和B两组分的摩尔分数
当液相组成发生改变时，会引起气相组成改变。杜亥姆-马居尔公式说明，当某一组分升高会引起其分压升高时，必会引起另一组分分压的下降。

## 血液中的气体分压与潜水

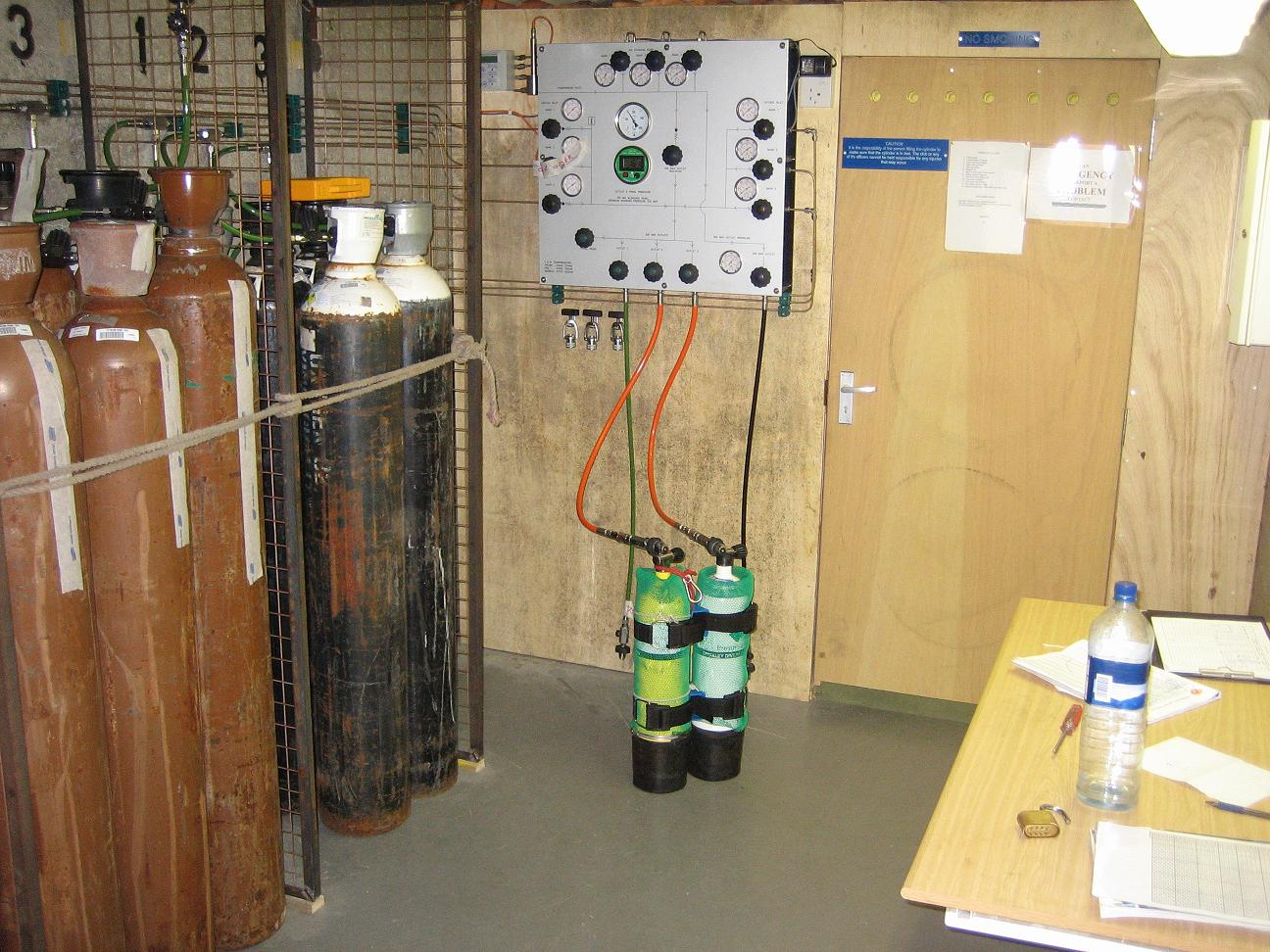
正在进行气体混合以配制潜水呼吸气的装置

氧气可以少量溶于血液中之后为血红蛋白结合，故血液中的氧分压随之成为血气分析的一个重要指标。通常情况下，大气压为约100千帕，其中氧气的摩尔分数（等于体积分数）为21%，氮气为78%，故氧气的分压约为100千帕×21% = 21千帕。氧气被人吸入后部分溶于血液，动脉中的氧分压为11-13千帕，静脉血约为4-5千帕。一般来说，当吸入气体的氧分压低于16千帕时，就会出现缺氧症状，人变得行动迟钝。低于6千帕，会开始失去知觉，乃至死亡；而当吸入气体中的氧分压长时间大于60千帕时，会出现氧中毒的症状。
在直接潜水中，增加水压导致外界压力增高。为保持体内外压力平衡，需使用高压力呼吸气体，其中氧分压的计算可同样基于道尔顿分压定律。比如要下潜50米的深度，根据液体压强公式{\displaystyle p=\rho gh}，每下潜10米，压强增加一个大气压，故50米水深处的总压强为6个大气压即约600千帕，此时氧气分压为130千帕，已超过上述60千帕的吸入气体的氧分压上限，长期吸入此气体易导致氧中毒，而其中高压的氮气也增加了发生氮醉的可能性。解决氧气分压过大的一个方法是通过加入氦气配制多组分的呼吸气体，比如配制成20%氦气，80%空气混合的总压为600千帕的呼吸气体，此时氧气分压计算为600×80%×21% ，约为100千帕。这样就在保持总压不变的前提下，降低了氮气和氧气的分压，减少了氮醉和氧中毒的可能性。

## 用分压表示的化学反应平衡常数与增加总压的影响
对于气相反应:{\displaystyle aA+bB\rightleftharpoons cC+dD}，在逸度系数趋近于1的情况下，其平衡常数可用分压表示：
{\displaystyle K_{p}={\frac {{p_{C}^{c}}{p_{D}^{d}}}{{p_{A}^{a}}{p_{B}^{b}}}}}
Kp被称为压力平衡常数，一般可以认为只是温度的函数。
为了和热力学函数建立联系，压力平衡常数可以转化为标准平衡常数：
{\displaystyle K^{\ominus }={\frac {(p_{C}/p^{\ominus })^{c}(p_{D}/p^{\ominus })^{d}}{(p_{A}/p^{\ominus })^{a}(p_{B}/p^{\ominus })^{b}}}={\frac {{p_{C}^{c}}{p_{D}^{d}}}{{p_{A}^{a}}{p_{B}^{b}}}}(p^{\ominus })^{-\Delta n}=K_{p}(p^{\ominus })^{-\Delta n}}
其中{\displaystyle K^{\ominus }}被称为标准平衡常数，只是温度的函数。{\displaystyle \Delta n=(c+d)-(a+b)}是生成物的系数和减去反应物的系数和。
通过压缩体积的手段增加体系的总压后，各气体组分的分压都会发生改变，导致分压的指数商不再等于压力平衡常数，此时平衡会向着体积变小的方向移动，重新建立平衡，这是勒夏特列原理的一部分。但如果是加入不参与反应的气体增加体系总压，可以应明道尔顿分压定律证明，各组分的分压是保持不变的，故平衡不移动。